# Siemowit V

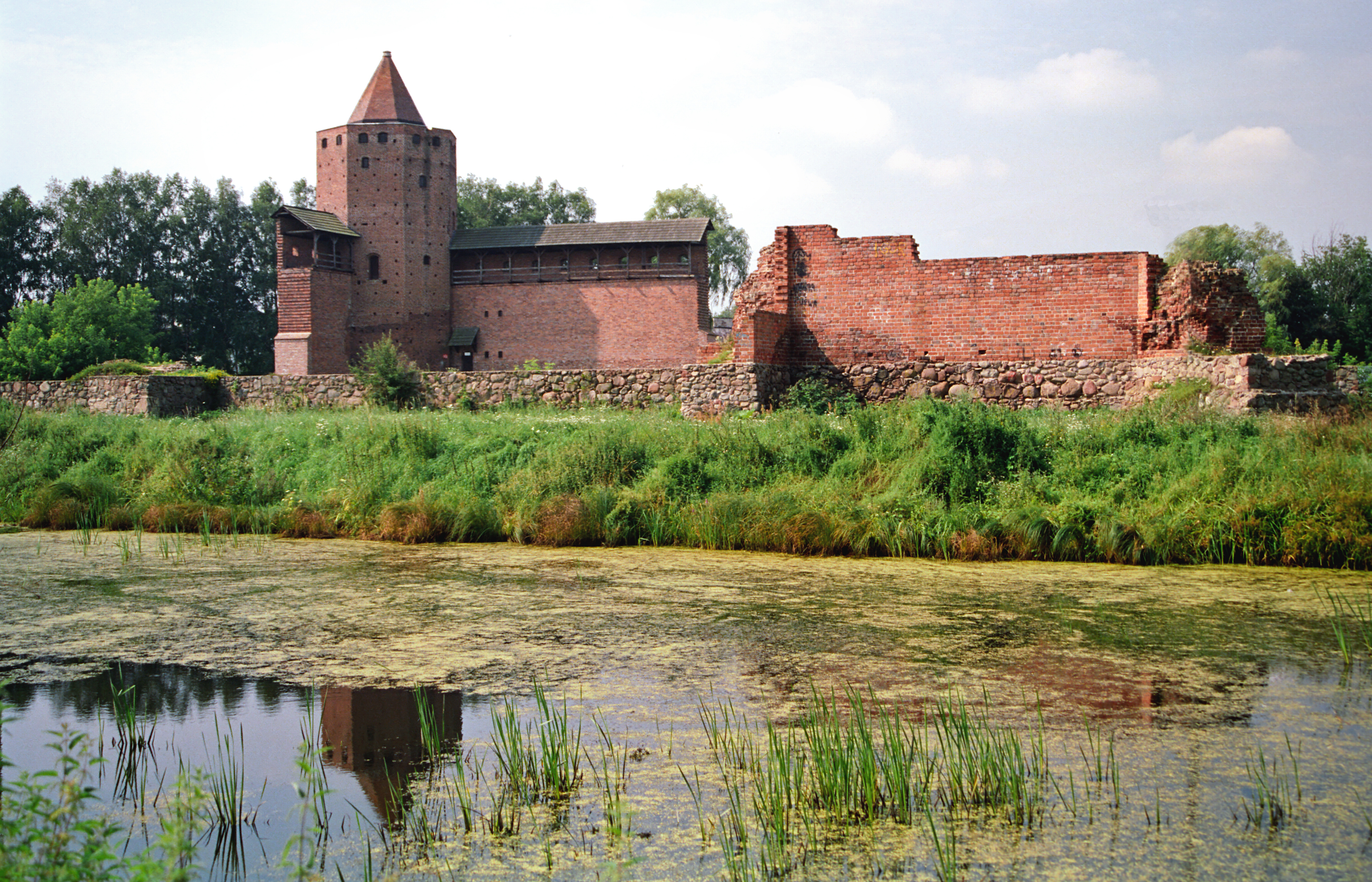
Zamek w Rawie

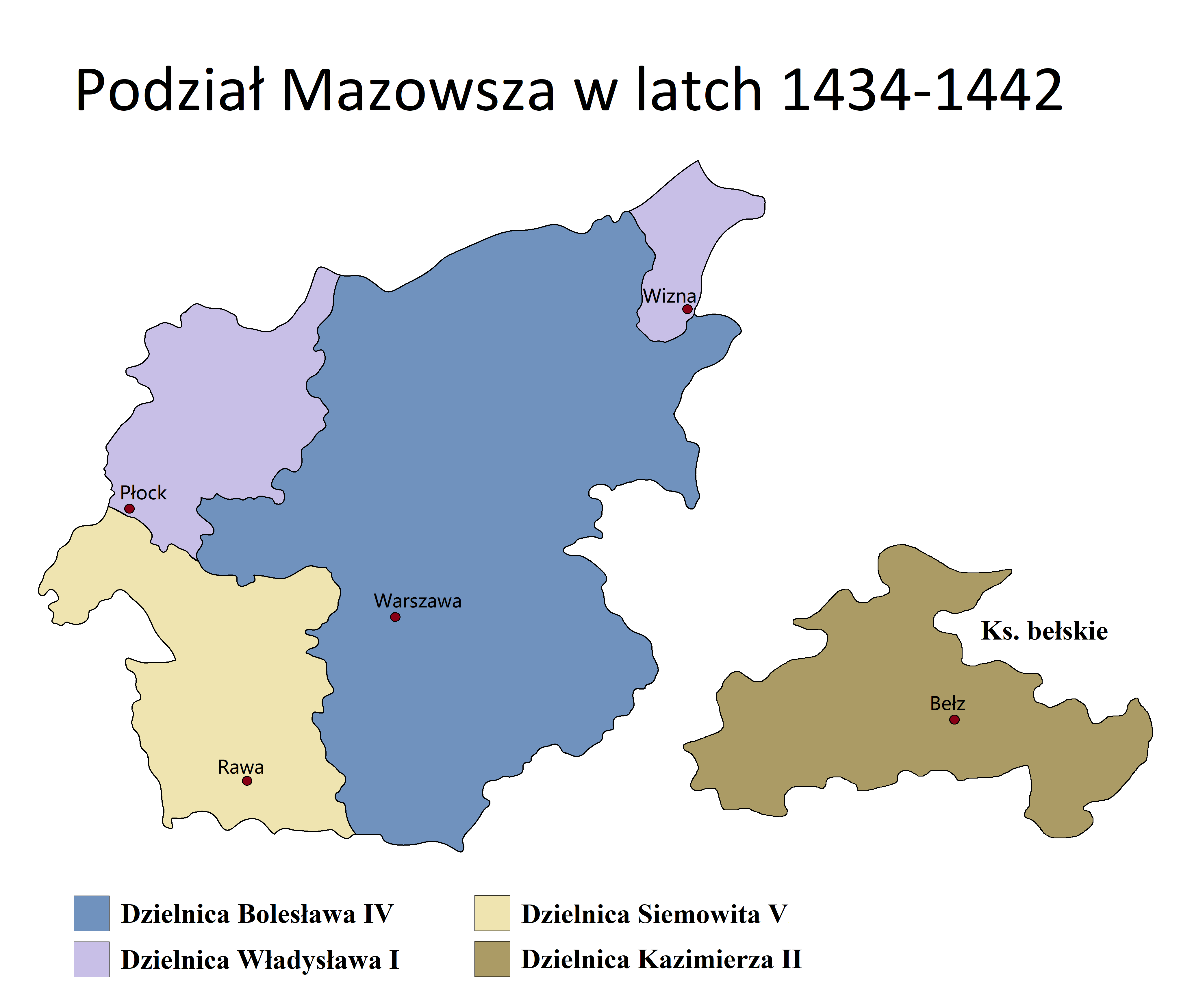
Podział Mazowsza w latach 1434-1442

Siemowit V (ur. ok. 1389, zm. 16 lutego 1442) – w latach 1426–1434 książę mazowiecki na Rawie, Płocku, Sochaczewie, Gostyninie, Płońsku, Wiźnie i Bełzie, w wyniku podziału w 1434 r. książę na Rawie, Gostyninie i Sochaczewie.

## Życiorys
Siemowit V był najstarszym synem księcia płockiego Siemowita IV i siostry Władysława Jagiełły – księżniczki litewskiej Aleksandry. W literaturze spotyka się niekiedy formę imienia - Ziemowit, jest to jednak forma niepolecana.
Książę dzieciństwo i wczesną młodość spędził na dworze Władysława Jagiełły w Krakowie. W 1410 r. wziął udział u boku króla Polski w bitwie pod Grunwaldem. Opieka Jagiełły na księciem zaowocowało wkrótce również wyjazdem w 1416 r. Siemowita na sobór do Konstancji i pobytem Piasta podczas spotkania Jagiełły z królem węgierskim Zygmuntem Luksemburczykiem w Kieżmarku.
Po 1420 r. w związku ze starzeniem się ojca Siemowit V, zaczął przejmować coraz więcej władzy w rodzinnym księstwie płockim. Z nieznanych przyczyn w 1425 r. ojciec księcia Siemowit IV na synodzie diecezjalnym w Łęczycy wystąpił za pośrednictwem swojego kanclerza Stanisława Pawłowskiego z mową, w której powątpiewano zgodność z prawem zależności lennej Mazowsza od korony polskiej. Dopiero osobista wizyta synów Siemowita – Siemowita V i Kazimierza w Brześciu Litewskim, oraz ukorzenie się przed królem zapobiegło konfliktowi zbrojnemu.
Na początku 1426 r. zmarł sędziwy Siemowit IV pozostawiając swoje władztwo do podziału między czterech synów – Siemowita V, Kazimierza, Trojdena II i Władysława I (piąty Aleksander wybrał karierę duchowną). Początkowo czterej bracia (od śmierci Trojdena II w 1427 r. już tylko trzej) na Mazowszu Płockim mieli rządzić wspólnie jako tzw. bracia niedzielni, decydując się niemal natychmiast złożyć 8 września 1426 r. w Sandomierzu hołd lenny Władysławowi Jagielle (z wyjątkiem Kazimierza, który z obowiązkiem z tym uchylał się aż do 1430).
Pomimo uznania zwierzchnictwa Polski stosunki książąt mazowieckich z polskim monarchą pozostały jednak napięte. Powodem tego był konflikt, jaki wybuchł pomiędzy książętami i Stanisławem Pawłowskim (natenczas będącym już biskupem płockim i wiernym stronnikiem Jagiełły). Siemowit V wraz z braćmi oskarżał m.in. biskupa od nadużywanie swojej władzy i próbę ich skłócenia z polskim monarchą. W tym celu Pawłowski miał fałszować dokumenty, z których wynikało, że Piastowcze dybali na życie Władysława Jagiełły. Sprawa była na tyle poważna, że do sporu w pewnym momencie włączyli się oprócz króla również Krzyżacy, a nawet papież i cesarz Zygmunt Luksemburski. Ostatecznie Siemowit V wraz z braćmi sprawę przegrał, a sąd papieski uniewinnił biskupa.
W 1429 r. Siemowit V uczestniczył w zjeździe w Łucku, gdzie Zygmunt Luksemburski zaproponował wyniesienie do godności królewskiej wielkiego księcia litewskiego Witolda.
W wojnie jaka wybuchła w 1431 r. pomiędzy Polską a rządzoną przez Świdrygiełłę Litwą, książęta mazowieccy opowiedzieli się po stronie polskiej, a Siemowit V objął całość dowództwa nad polskimi oddziałami. Przeprowadzona wówczas kampania zakończyła się pełnym sukcesem wraz z podpisaniem 2 września 1431 r. rozejmu. Za okazaną pomoc Siemowit V otrzymał od polskiego króla powiat żadaczowski w przylegającym do księstwa bełskiego Wołyniu.
Dobrze układające się stosunki z koroną zostały zachwiane niespodziewanie w 1432 r., kiedy Siemowit V rozpoczął rozmowy Krzyżakami w Działdowie i ze Świdrygiełłą w Wilnie w sprawie wspólnego sojuszu skierowanego przeciwko Polsce. Dopiero zamach stanu Polaków na Litwie i usunięcie Świdrygiełły skłoniło księcia do ponownego związania się z Polską. Istnieją przypuszczenia że kontakty Siemowita ze Świdrygiełłą odbywały za wiedzą i zgodą Jagiełły, o czym miał świadczyć fakt pozostania księcia w łaskach królewskich przez cały 1432 rok.
O złych stosunkach łączących Siemowita V z zakonem świadczą także częste kontakty z wrogim Krzyżakom Pomorzem Zachodnim, oraz wyprawa husytów w 1433 r. na Pomorze Gdańskie w której książę mazowiecki wziął również udział.
Śmierć Władysława Jagiełły w 1434 r. uczyniła na krótko Siemowita V kandydatem na korony polskiej. Pomysł ten zrodził się wśród opozycji skupionej wokół Spytka z Melsztyna, a skierowanej przeciwko biskupowi krakowskiego Zbigniewowi Oleśnickiemu. Energiczność biskupa na zjeździe w Opatowie 13 lipca 1434 spowodowała jednak, że nawet plan minimum – objęcie przez Piasta mazowieckiego regencji nie został zrealizowany.
Wobec fiaska planów opozycji Siemowit V szybko zaakceptował nowego władcę Władysława III i 25 lipca wraz z bratem Kazimierzem II wziął udział w koronacji młodziutkiego polskiego monarchy. Uroczystość została zakłócona nierozstrzygniętym sporem książąt mazowieckich z biskupami o zaszczytne miejsce u boku króla.
31 sierpnia 1434 Siemowit V zdecydował się wraz z braćmi na ostateczny podział ojcowizny – najstarszemu przypadła wówczas część z Rawą, Gostyninem i Sochaczewem.
Po dokonaniu podziału aktywność polityczna Siemowita V wyraźnie spadła. 31 grudnia 1435 r. Siemowit V wziął udział w rokowaniach pokojowych z Krzyżakami w Brześciu Kujawskim, podpisał akt pokoju w Brześciu Kujawskim. W kwietniu 1438 r. w zjeździe w Nowym Mieście Korczynie, gdzie odradzał Władysławowi III i radzie koronnej pomysłu przyjęcia korony czeskiej dla Kazimierza Jagiellończyka.
Książę był żonaty z Małgorzatą, córką księcia raciborskiego Jana II. Małżeństwo to doczekało się córki, również Małgorzaty, wydanej za księcia oleśnickiego Konrada IX Czarnego.
Siemowit V Rawski zmarł 16 lutego 1442 i został pochowany w Rawie Mazowieckiej, lecz nie wiadomo w którym z kościołów. Większość dziedzictwa po jego śmierci przejął brat Władysław I. Gostynin jako oprawę wdowią otrzymała Małgorzata raciborska.
|  |                        |  |  |  |  |  |  |  |  | Trojden I |  |  |  |
|  |                        |  |  |  |  |  |  |  |  |           |  |  |  |
|  |                        |  |  |  |  |  |  |  |  |           |  |  |  |
|  |                        |  |  |  |  |  |  |  |  |           |  |  |  |
|  | Siemowit III           |  |  |  |  |  |  |  |  |           |  |  |  |
|  |                        |  |  |  |  |  |  |  |  |           |  |  |  |
|  |                        |  |  |  |  |  |  |  |  |           |  |  |  |
|  |                        |  |  |  |  |  |  |  |  |           |  |  |  |
|  | Maria                  |  |  |  |  |  |  |  |  |           |  |  |  |
|  |                        |  |  |  |  |  |  |  |  |           |  |  |  |
|  |                        |  |  |  |  |  |  |  |  |           |  |  |  |
|  |                        |  |  |  |  |  |  |  |  |           |  |  |  |
|  | Siemowit IV            |  |  |  |  |  |  |  |  |           |  |  |  |
|  |                        |  |  |  |  |  |  |  |  |           |  |  |  |
|  |                        |  |  |  |  |  |  |  |  |           |  |  |  |
|  |                        |  |  |  |  |  |  |  |  |           |  |  |  |
|  | Mikołaj II opawski     |  |  |  |  |  |  |  |  |           |  |  |  |
|  |                        |  |  |  |  |  |  |  |  |           |  |  |  |
|  |                        |  |  |  |  |  |  |  |  |           |  |  |  |
|  |                        |  |  |  |  |  |  |  |  |           |  |  |  |
|  | Eufemia opawska        |  |  |  |  |  |  |  |  |           |  |  |  |
|  |                        |  |  |  |  |  |  |  |  |           |  |  |  |
|  |                        |  |  |  |  |  |  |  |  |           |  |  |  |
|  |                        |  |  |  |  |  |  |  |  |           |  |  |  |
|  | Anna raciborska        |  |  |  |  |  |  |  |  |           |  |  |  |
|  |                        |  |  |  |  |  |  |  |  |           |  |  |  |
|  |                        |  |  |  |  |  |  |  |  |           |  |  |  |
|  |                        |  |  |  |  |  |  |  |  |           |  |  |  |
|  | Siemowit V             |  |  |  |  |  |  |  |  |           |  |  |  |
|  |                        |  |  |  |  |  |  |  |  |           |  |  |  |
|  |                        |  |  |  |  |  |  |  |  |           |  |  |  |
|  |                        |  |  |  |  |  |  |  |  |           |  |  |  |
|  | Giedymin               |  |  |  |  |  |  |  |  |           |  |  |  |
|  |                        |  |  |  |  |  |  |  |  |           |  |  |  |
|  |                        |  |  |  |  |  |  |  |  |           |  |  |  |
|  |                        |  |  |  |  |  |  |  |  |           |  |  |  |
|  | Olgierd Giedyminowic   |  |  |  |  |  |  |  |  |           |  |  |  |
|  |                        |  |  |  |  |  |  |  |  |           |  |  |  |
|  |                        |  |  |  |  |  |  |  |  |           |  |  |  |
|  |                        |  |  |  |  |  |  |  |  |           |  |  |  |
|  | Jewna                  |  |  |  |  |  |  |  |  |           |  |  |  |
|  |                        |  |  |  |  |  |  |  |  |           |  |  |  |
|  |                        |  |  |  |  |  |  |  |  |           |  |  |  |
|  |                        |  |  |  |  |  |  |  |  |           |  |  |  |
|  | Aleksandra Olgierdówna |  |  |  |  |  |  |  |  |           |  |  |  |
|  |                        |  |  |  |  |  |  |  |  |           |  |  |  |
|  |                        |  |  |  |  |  |  |  |  |           |  |  |  |
|  |                        |  |  |  |  |  |  |  |  |           |  |  |  |
|  | Aleksander twerski     |  |  |  |  |  |  |  |  |           |  |  |  |
|  |                        |  |  |  |  |  |  |  |  |           |  |  |  |
|  |                        |  |  |  |  |  |  |  |  |           |  |  |  |
|  |                        |  |  |  |  |  |  |  |  |           |  |  |  |
|  | Julianna twerska       |  |  |  |  |  |  |  |  |           |  |  |  |
|  |                        |  |  |  |  |  |  |  |  |           |  |  |  |
|  |                        |  |  |  |  |  |  |  |  |           |  |  |  |
|  |                        |  |  |  |  |  |  |  |  |           |  |  |  |
|  | Anastazja halicka      |  |  |  |  |  |  |  |  |           |  |  |  |
|  |                        |  |  |  |  |  |  |  |  |           |  |  |  |
|  |                        |  |  |  |  |  |  |  |  |           |  |  |  |